# Ganting (Gedangan)
Ganting is een bestuurslaag in het regentschap Sidoarjo van de provincie Oost-Java, Indonesië. Ganting telt 4015 inwoners (volkstelling 2010).